# Nicolaus Wilhelm Beckers

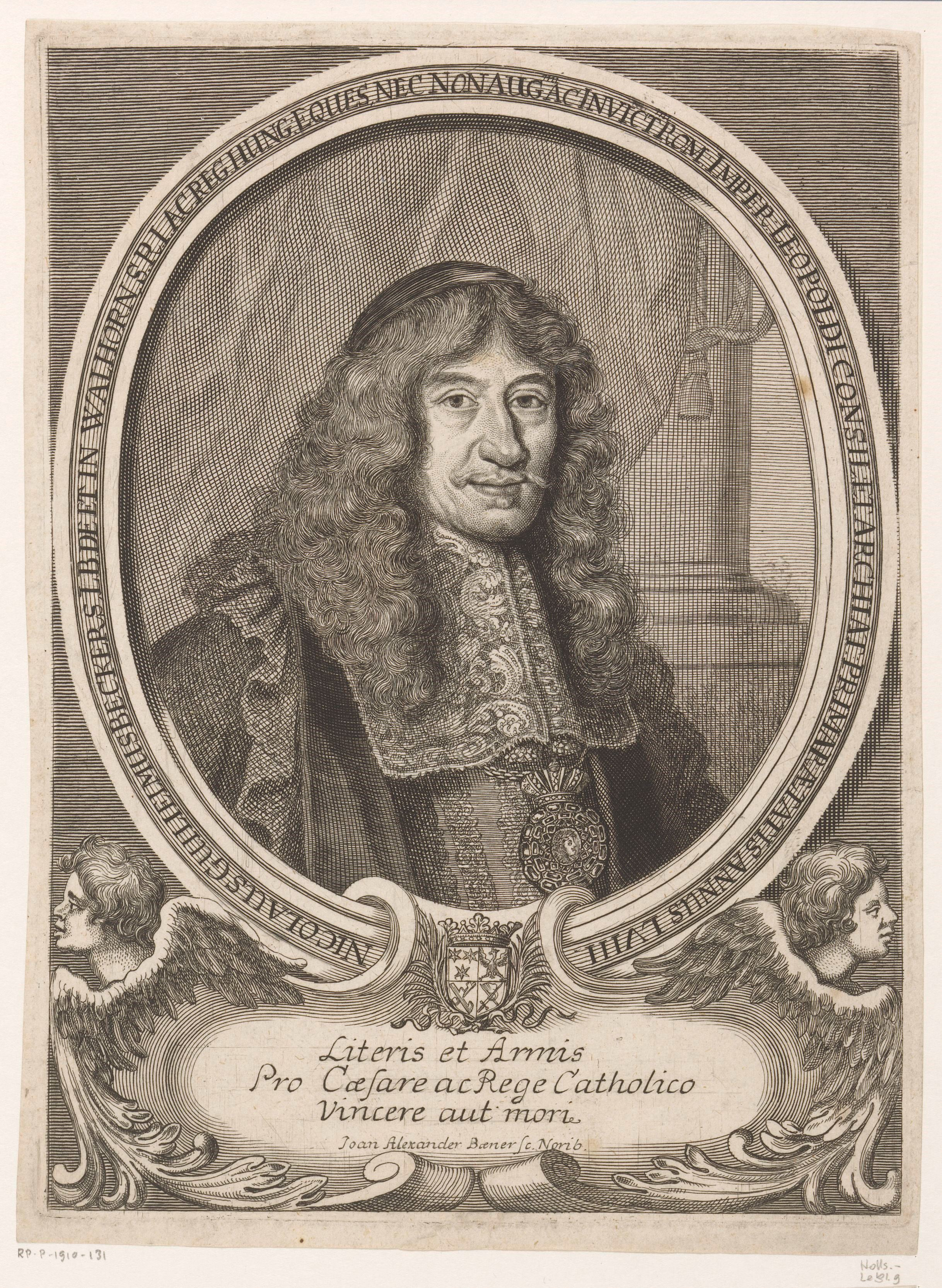
Nicolaus Wilhelm Beckers
Kupferstich von Johann Alexander Böner

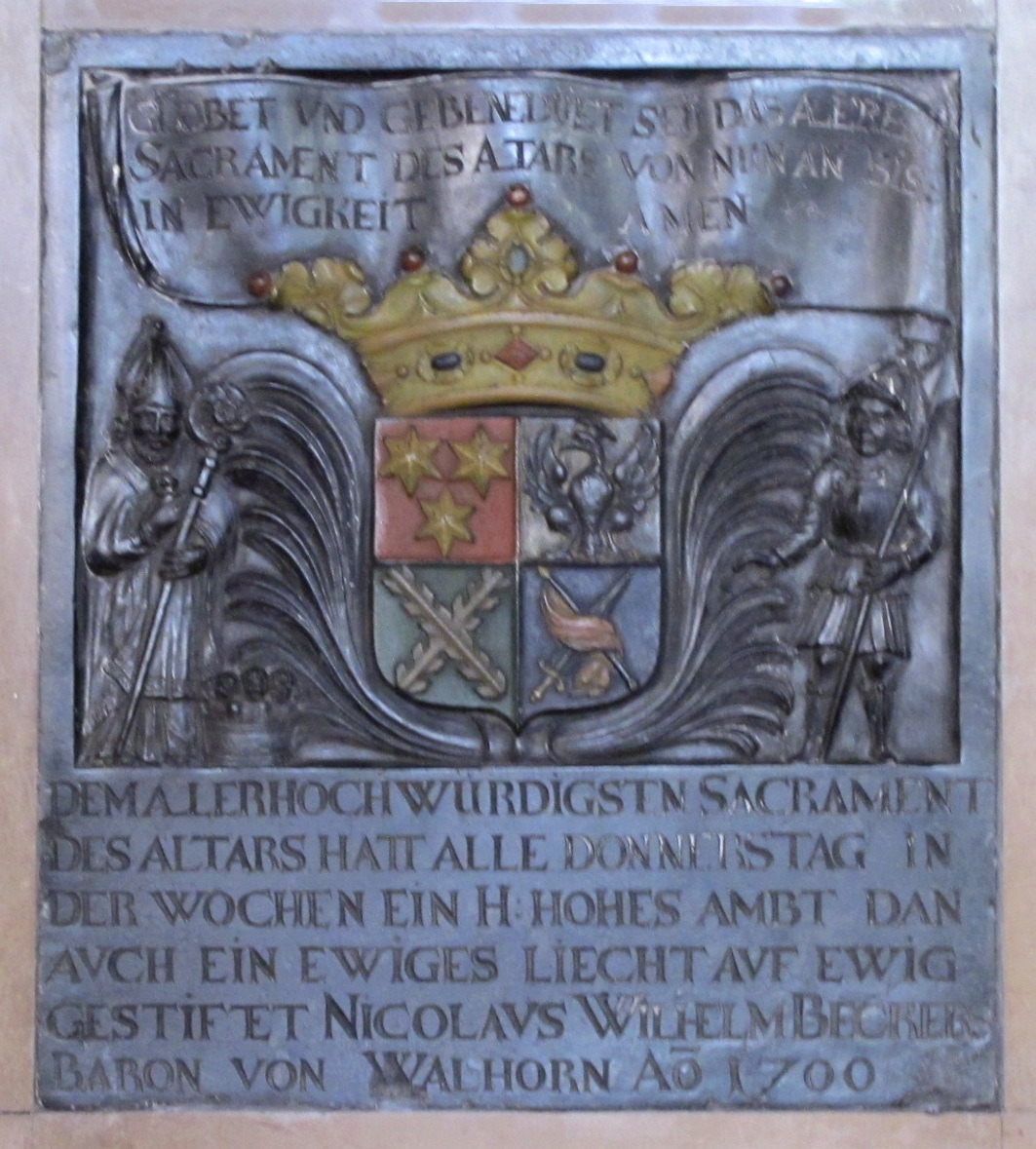
Gedenkstein mit Wappen Beckers in der Walhorner Kirche

Nicolaus Wilhelm Beckers (Freiherr von und zu Walhorn und Schönkirchen) (* um 1630 in Walhorn im Herzogtum Limburg (jetzt Belgien); † 14. März 1705 in Wien) war ein aus den Spanischen Niederlanden stammender Arzt und Leibarzt verschiedener Fürsten.

## Leben
Nicolaus Wilhelm Beckers war der Sohn eines Schöffen der Hochbank Walhorn. Er besuchte das Gymnasium Marianum im Aachen. Nach dem Abitur trat er in die spanisch-niederländische Armee ein, in einem Regiment das vom Erzherzog Leopold Wilhelm von Österreich geführt wurde. Als Soldat nahm er an den Schlachten von Lens (1648), Gravelines (1652) und Dünkirchen (1653) teil. Beckers quittierte seinen Militärdienst nach etwa fünf Jahren und hielt sich in Brüssel beim Apotheker des Statthalters der spanischen Niederlande auf. Ein Jahr später reiste er nach Rom um ein Medizinstudium aufzunehmen, welches er wegen fehlender Finanzmittel nicht beginnen konnte. Er wurde in Rom vom Fürsten Michael Kasimir Radziwiłł, für die Dauer einer Italienreise als Apotheker angestellt. Danach verfügte er über die Mittel das Medizinstudium in Rom anzutreten. Nach einem Jahr setzte er dieses in Wien fort. Wegen erneutem Geldmangel wurde er 1655 Haushofmeister bei dem ungarischen Grafen Erdödy in Tyrnau, der sich hauptsächlich in Wien aufhielt. So konnte Beckers seine Studien fortführen. 1657 verfasste er seine Dissertation, die er am 30. Juni verteidigte. Zur Verleihung der Doktorwürde kam es nicht, da er die Kosten hierfür nicht aufbringen konnte, erst 1658 verfügte Beckers über die Mittel, um in Padua zu promovieren. Unter großer Prachtentfaltung („met grooter pracht ende magnificentz als jemand in 50 jaren“) wurde Beckers am 4. September 1659 im Wiener Stefansdom zum Doktor der Wiener Universität proklamiert. 
Er heiratete 1659, dem Jahr seiner Promotion Anna Barbara Huber, die reiche Witwe eines Oberintendanten beim Geheimen Staatsrat. Durch diese Hochzeit wurde er vermögend und erhielt Zugang in die oberen Gesellschaftsschichten Wiens, so kam er auch an den Kaiserhof. 1662 wurde er Hofarzt und 1669 kaiserlicher Leibarzt und in das Kollegium der Medizinischen Fakultät berufen. In dieser Zeit beschäftigte sich Beckers intensiv mit den Lehren der altgriechischen Mediziner Hippokrates und Galenos und veröffentlichte 1674 sein dem Kaiser gewidmetes umfangreiches Hauptwerk „Florilegium Hyppocraticum et Galenicum“. 1675 wurde Beckers kaiserlicher Rat, bevor er 1677 zum ersten Leibarzt berufen wurde.
In seiner Funktion als Leibarzt, hatte er Kaiser Leopold I. (HRR), welcher von seinen beiden ersten Frauen keine Söhne hatte, zur Heirat mit Eleonore Magdalene von Pfalz-Neuburg, Tochter Philipp Wilhelms, Pfalzgrafen bei Rhein, dem späteren Kurfürsten Philipp Wilhelm (Pfalz) geraten. Diese wurde Mutter der beiden nachfolgenden Kaiser, Joseph I. (HRR) und Karl VI. (HRR). Nach der Geburt des ersten Sohnes stieg Beckers derart in der Gunst des Kaisers, dass dieser ihn 1678 in den königlich-ungarischen Ritterstand erhob und auch sonst mit Gnaden überhäufte. 1682 wurde er in den Reichsritterstand erhoben und erhielt den Titel eines Freiherren von Walhorn. Nachdem er 1694 von der Herzogin von Aremberg, die nordöstlich von Wien gelegene Herrschaft Schönkirchen gekauft hatte, nannte er sich „Freiherr von und zu Walhorn Schönkirchen“. Um den Fortbestand des Adelsranges zu sichern, erwirkte Beckers, dass der Titel auf seinen Neffen Peter Deodat, den Sohn seines Bruders Heinrich überging, der auch die Herrschaft Schönkirchen erhielt.
Das restliche Vermögen vermachte Beckers nach dem Tode seiner zweiten Frau verschiedenen Kirchen und Klöstern. Das Kapital dieser Stiftungen, wurde zum Teil erst im 20. Jahrhundert durch verschiedene Inflationen entwertet. In der Aachener Augustinerkirche ist ihm 1688 im linken Seitenschiff ein Denkmal errichtet worden. Ebenso erinnert in Walhorn ein Gedenkstein an den Sohn des Ortes. Im Wiener Stephansdom befindet sich ein seiner ersten Frau gewidmetes Epitaph von 1677. Außerdem stiftete er im Dom zwei Seitenaltäre, den Franz-Xaver-Altar (1690) und den Katharinen-Altar (1701). Beide Altäre tragen entsprechende Inschriften. Nicolaus Wilhelm Beckers wurde am 14. März 1705 im Stephansdom beigesetzt.